# Антропозойська ера
Антропозо́йська е́ра, антропозой (грец. ανθρωπος — людина, ζωος — живий) — введена 1928 О. М. Жирмунським назва антропогенового періоду в розумінні найновішої ери історії Землі. Не знаходить повного визнання через невідповідність тривалості антропогену поняттю про тривалість геол. ери.